# Escut de Winnipeg
L'escut d'armes de Winnipeg és la plena realització d'escuts d'armes usades pel govern municipal com un símbol oficial. Aquestes armes van ser concedides el 1972 pel Col·legi d'Armes a Anglaterra i reemplaçà l'escut d'armes primitiu. Consta de 13 estrelles a la part superior, que simbolitzen els tretze governs municipals que es van unificar per crear la ciutat, i una flor de safrà de la praderia. En la seva part superior, a manera de timbre, porta la Porta de Fort Garry, que representa la història de Winnipeg com a centre comercial de pells a la Badia de Hudson. El lema de la cinta inferior, CUM UNUM virtute MULTORUM en llatí, significa "Un amb la força de molts". L'escut d'armes va ser utilitzat per crear la bandera de Winnipeg el 1975.

## Bandera

Bandera de la ciutat de Winnipeg

L'actual bandera de Winnipeg, Manitoba, Canadà, va ser adoptada l'1 d'octubre de 1975. Al centre es troba l'escut de la ciutat, amb el blau de la part superior esquerra, i el groc de la part inferior dreta. El blau representa el cel blau clar de Winnipeg, i l'or un camp de blat, de la ciutat original de l'activitat econòmica principal. El disseny blau i groc, va ser adoptat com els colors oficials per a la celebració del centenari de la ciutat el 1974. La seva proporció és d'1:2. El logotip de la bandera va ser adoptat el 18 de gener de 2001, amb la intenció de captar la diversitat, l'energia i l'esperit de la ciutat. Està destinat a ser utilitzat juntament amb l'escut.